# La Quintera
La Quintera es un pueblo del municipio de Álamos ubicado en el sureste del estado mexicano de Sonora, cercano a los límites divisorios con los estados de Chihuahua y Sinaloa. Según los datos del Censo de Población y Vivienda realizado en 2020 por el Instituto Nacional de Estadística y Geografía (INEGI), La Quintera tiene un total de 183 habitantes.
Se encuentra a 47.5 km al sureste de la villa de Álamos, y a 419 km al sureste de Hermosillo, la capital estatal
Fue fundado en el año de 1683, después de descubrirse yacimientos importantes de plata en la región, estableciéndose este asentamiento, el de Minas Nuevas y el de La Aduana para la explotación del metal.
A inicios de 1800, la actividad minera de este lugar ocupó el primer lugar de importancia en producción de la región, contando con más de 100 años de explotación, esto por encima de otras poblaciones mineras como La Aduana, Promontorios, Minas Nuevas y Álamos. En el año de 1842, la minería del lugar tenía pocos años de estar en pausa debido a una gran inundación que golpeó al pueblo, ese año la compró don José María Almada de Alvarado quien la explotó intensamente hasta emborrascó y vino su decadencia.

## Geografía
La Quintera se ubica en el sureste del estado de Sonora, en la región centro del territorio del municipio de Álamos, sobre las coordenadas geográficas 27°01'57" de latitud norte y 108°55'46" de longitud oeste del meridiano de Greenwich, a una altura media de 393 metros sobre el nivel del mar, el pueblo está cerca de la zona protegida Sierra de Álamos-Río Cuchujaqui.